# Cyclique
Cyclique ist ein Dokumentarfilm von Frédéric Favre, produziert im Jahr 2015 in der Schweiz. Porträtiert werden die drei Velokuriere Caroline Christinaz, Raphaël Pfeiffer und Matila Corminboeuf. Der Film entstand als Master-Diplomfilm in Koproduktion zwischen Lomotion und dem Master Cinéma HES-SO ECAL/HEAD.

## Handlung
Caroline, welche ihre Ausbildung als Journalistin abgeschlossen hat, kann sich noch nicht vorstellen, ihren Alltag in einem Büro zu verbringen. Raph kann seine Leidenschaft nicht aufgeben, doch er merkt, dass ihn diese Selbstausbeutung an seine Grenzen führt. Der junge Matila nimmt seine Arbeit als Fahrradkurier erst auf und entdeckt diese einzigartige Welt.
Jeder dieser drei Fahrradkuriere aus Lausanne steht an einem Wendepunkt des Lebens. Es stellt sich die Frage, ob man in diesem kräftezehrenden Beruf alt werden kann. Ist es möglich, sein Leben lang frei und glücklich zu sein, oder müssen mit dem Älterwerden notgedrungen Kompromisse eingegangen und vorhandene Jugendideale verraten werden? Die drei Kuriere offenbaren intime Momente aus ihrem Leben und zeigen, wie schwierig lebensverändernde Entscheidungen sein können.

## Produktion
Regie führte Frédéric Favre, der seit 2011 als unabhängiger Regisseur und Kameramann tätig ist. Die Produktion führte die Berner Produktionsfirma Lomotion. Den Vertrieb des Films übernahm der Berner Filmverleih Filmbringer.

## Rezeption

### Kritiken
Frédéric Favre zeichnet mit seinem Film ein «feines Porträt von zwei Vertretern der «Generation Y». Sie sind gut ausgebildete Menschen Ende 20, welche vor lauter Freiheit die Orientierung verloren haben. Zudem ist schön zu sehen, wie offen und ungeschönt die Kuriere vor der Kamera sprechen.» «Schön ist auch, wie offen und ungeschönt die Kuriere vor Favres Kamera reden und leben: Favre hat dabei wohl davon profitiert, dass er seine Darsteller von früher kannte und selber Teil der Kurierszene war und ist.»
Der Film zeige zudem ein «schönes Beispiel für die kulturelle Zusammenarbeit zweier Sprachregionen». So werde der in Lausanne situierte Film von einer Berner Produktionsfirma produziert und vom Berner Filmverleih Filmbringer betreut. Aus Berner Sicht könne gesagt werden, dass «ein sorgfältig geschnürtes Paket heil angekommen und wunderbar geworden» sei.

### Erfolge
Seine Premiere feierte der Film im April 2015 am 21e Visions du Réel, Festival international de cinéma in Nyon.